# Noites do Terror

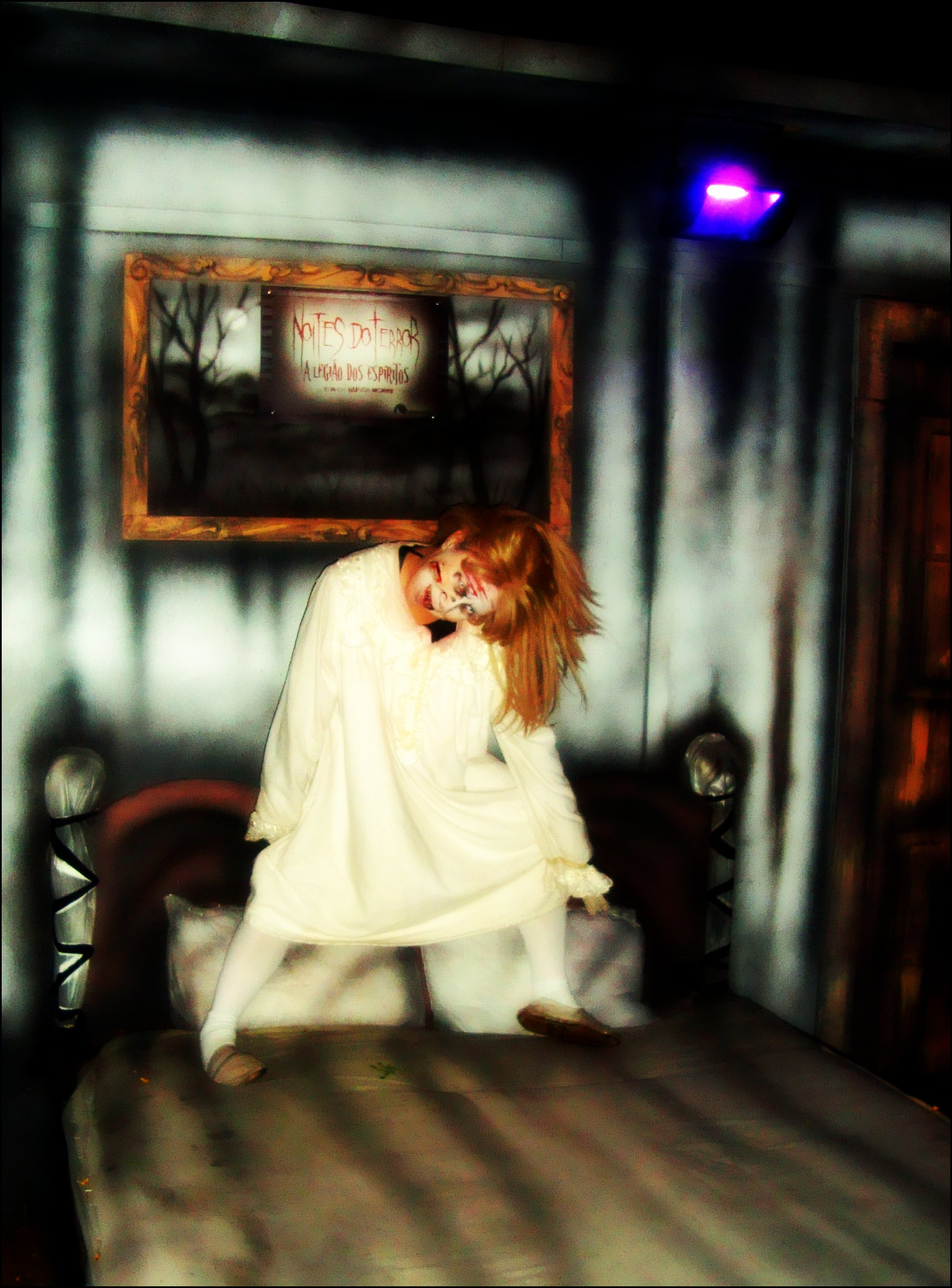

As Noites do Terror foram um dos principais eventos temáticos do município brasileiro de São Paulo, realizadas no extinto parque de diversões Playcenter desde o ano de 1988. Sua última edição ocorreu em 2012. À época de seu encerramento, o evento representava mais de 30% do total de visitas anuais ao parque. O evento contava com diversas participações especiais, tais como o Zé do Caixão, que comandou a primeira edição em 1988. Por quinze anos o evento foi comandado por Nilldo Jaffer. Em 2001, o parque chegou a investir 3 milhões de reais para a atração e em sua última edição esse valor bateu 4 milhões de reais.

## Uso indevido de marca
Em 2023, a Justiça paulista condenou o Hopi Hari a pagar R$ 1,5 milhão à empresa Play One Empreendimentos pelo uso da marca registrada "Noites do Terror".